# Robert Majka
Robert Majka (ur. 27 czerwca 1962 w Przemyślu) – polski polityk i politolog, działacz opozycji w PRL. Członek Trybunału Stanu (2015–2018) oraz poseł na Sejm VIII kadencji (2018–2019).

## Życiorys
Syn Marii i Eugeniusza. W 1986 ukończył I Liceum Ogólnokształcące im. Juliusza Słowackiego w Przemyślu. W 2015 został absolwentem studiów licencjackich z zakresu nauk politycznych na Wydziale Nauk Społecznych Państwowej Wyższej Szkoły Wschodnioeuropejskiej w Przemyślu.
W latach 80. związał się z opozycją antykomunistyczną. Był pracownikiem fizycznym, z powodów politycznych nie mógł podjąć stałego zatrudnienia. W 1981 wstąpił do Niezależnego Samorządnego Związku Zawodowego „Solidarność”. Od 1983 współpracował z Solidarnością Walczącą, której był przedstawicielem w województwie przemyskim. Brał udział w redagowaniu pism „Solidarność Walcząca” i „Wolna Polska”, a także organizowaniu manifestacji. Od 1986 zatrzymywany przez funkcjonariuszy Służby Bezpieczeństwa. W 1988 został ukarany grzywną przez kolegium ds. wykroczeń za noszenie odznaki „Solidarności”. W grudniu 1988 brał udział w głodówce zorganizowanej we Wrocławiu, której uczestnicy domagali się zwolnienia osób więzionych z przyczyn politycznych w Europie Wschodniej. W lutym 1989 zorganizował pikietę w Zakładzie Płyt Pilśniowych w Przemyślu, zwołaną na rzecz uwolnienia więźniów politycznych w Czechosłowacji, co skutkowało utratą przez niego pracy. 4 czerwca 1989 protestował w pobliżu przemyskiego dworca kolejowego przeciwko wyborom kontraktowym, za udział w proteście ulicznym ukarany przez kolegium ds. wykroczeń grzywną. Od 1988, w związku ze swoją działalnością opozycyjną, był rozpracowywany przez funkcjonariuszy SB.
Działał w istniejącej na początku lat 90. Partii Wolności. Od 1995 zatrudniony jako pracownik administracji samorządowej. W latach 2002–2006 był radnym Przemyśla, mandat uzyskał z listy Ligi Polskich Rodzin. Bezskutecznie kandydował do sejmiku podkarpackiego w 2006 z listy Prawa i Sprawiedliwości oraz w 2014 z listy Ruchu Narodowego. W wyborach parlamentarnych w 2015 bez powodzenia kandydował do Sejmu z ramienia komitetu wyborczego wyborców Kukiz’15 zorganizowanego przez Pawła Kukiza. W tym samym roku wybrany na członka Trybunału Stanu. W 2018 współpracował (do sierpnia) z partią Jana Zbigniewa Potockiego II Rzeczpospolita Polska. W wyborach samorządowych w tym samym roku ponownie bezskutecznie kandydował do sejmiku z listy RN. Po wyborach objął mandat poselski zwolniony przez Wojciecha Bakuna (wybranego na prezydenta Przemyśla), zostając posłem niezrzeszonym. W maju 2019 zasiadł w kole poselskim Konfederacja. Opuścił przed końcem kadencji, którą kończył jako poseł niezrzeszony. Nie ubiegał się o poselską reelekcję w 2019.

## Odznaczenia i wyróżnienia
W 2009 odznaczony Krzyżem Kawalerskim Orderu Odrodzenia Polski.
w 2011 wyróżniono go Krzyżem Solidarności Walczącej. Został również kawalerem prywatnego Orderu Świętego Stanisława przyznanego mu przez Juliusza Nowinę-Sokolnickiego. Jest autorem poświęconej temuż publikacji pt. Nieznany prezydent Rzeczypospolitej Polskiej Juliusz Nowina-Sokolnicki.